# Атінг Му
Атінг Му (8 червня 2002 , Трентон ) — американська легкоатлетка, що спеціалізується на бігу на середні дистанції, дворазова олімпійська чемпіонка 2020 року, чемпіонка світу.

## Кар'єра
| Рік             | Змагання                                 | Місце проведення        | Місце           | Дисципліна            | Результат       | Примітки        |
| Представник США | Представник США                          | Представник США         | Представник США | Представник США       | Представник США | Представник США |
| --------------- | ---------------------------------------- | ----------------------- | --------------- | --------------------- | --------------- | --------------- |
| 2018            | Юнацькі Олімпійські ігри                 | Буенос-Айрес, Аргентина | 2               | біг на 800 метрів     | 2:05.23         |                 |
| 2019            | Панамериканський чемпіонат серед юніорів | Сан-Хосе, Коста-Рика    | 1               | біг на 800 метрів     | 2:05.50         |                 |
| 2019            | Панамериканські ігри                     | Ліма, Перу              | 11              | біг на 800 метрів     | 2:07.30         |                 |
| 2021            | Олімпійські ігри                         | Токіо, Японія           | 1               | біг на 800 метрів     | 1:55.21         | NR, AU20R       |
| 2021            | Олімпійські ігри                         | Токіо, Японія           | 1               | естафета 4×400 метрів | 3:16.85         | WL, SB          |
| 2022            | Чемпіонат світу                          | Юджин, США              | 1               | біг на 800 метрів     | 1.56.30         | WL              |